# Spomenik alkaru
Spomenik alkaru u Sinju brončana je skulptura koja prikazuje alkara kopljanika na konju.
Kipar Stipe Sikirica, akademski umjetnik, autor je ovog djela koje je nastalo kao kulminacija njegovog „Alkarskog ciklusa”. Skulptura je postavljena 1965. godine na početnom dijelu Alkarskog trkališta, poznatom kao Biljeg - mjestu odakle započinje konjski trk na Sinjskoj alki.
Godina postavljanja poklopila se sa značajnom 250. obljetnicom Sinjske alke. To je ujedno bila i prva prilika kada su alkarske svečanosti prenošene putem javne televizije. Miko Tripalo i Josip Broz Tito prisustvovali su ovom događaju, pri čemu je Tito jedinu posjetu alkarskim svečanostima imao te godine.
Spomenik služi kao trajni podsjetnik na hrabrost junaka Cetinske krajine iz 1715. godine, kada je ostvarena povijesna pobjeda nad osmanskim snagama.
Integriran je u službenu ceremoniju alkarskih svečanosti. Svaki alkar, prije izlaska na trkalište, tradicionalno obiđe spomenik u ritualu koji prethodi početku galopa.
Nakon više od pet desetljeća od postavljanja, grad Sinj pokrenuo je projekt obnove spomenika. Konzervatorsko-restauratorski radovi obuhvaćali su kompleksan proces koji je trajao mjesec dana. Postupak je uključivao niz radova: pranje, mehaničko čišćenje i konzerviranje bronce, popunjavanje nepravilnosti i dotrajalih lemova, patiniranje te završno voštenje kao zaštitnu mjeru.